# Viola-Bucht
Die Viola-Bucht ist eine Bucht an der Baffininsel im kanadischen Territorium Nunavut. Sie liegt am Foxe Basin.
Die Viola-Bucht ist 12,6 Kilometer breit und schneidet sich 3,3 Kilometer tief ins Land ein. In der Bucht liegen viele zum Teil unbenannte Inseln.